# La bocca sulla strada
Pour plus de détails, voir Fiche technique et Distribution.
La bocca sulla strada est un film italien réalisé par Roberto Roberti, sorti en 1941.

## Fiche technique
- Titre : La bocca sulla strada
- Réalisation : Roberto Roberti
- Scénario : Guglielmo Giannini, Ferdinando Spirito
- Photographie : Arturo Gallea
- Musique : Alessandro Derevitsky
- Scénographie : Giuseppe Spirito
- Société de production : Organizzazione Fulcro
- Pays d'origine :  Royaume d'Italie
- Langue : Italien
- Format : Noir et blanc — 35 mm — 1,37:1 — Son : Mono
- Genre : Film dramatique
- Durée : 85 minutes
- Dates de sortie :
  -  Royaume d'Italie : 10 octobre 1941

## Distribution

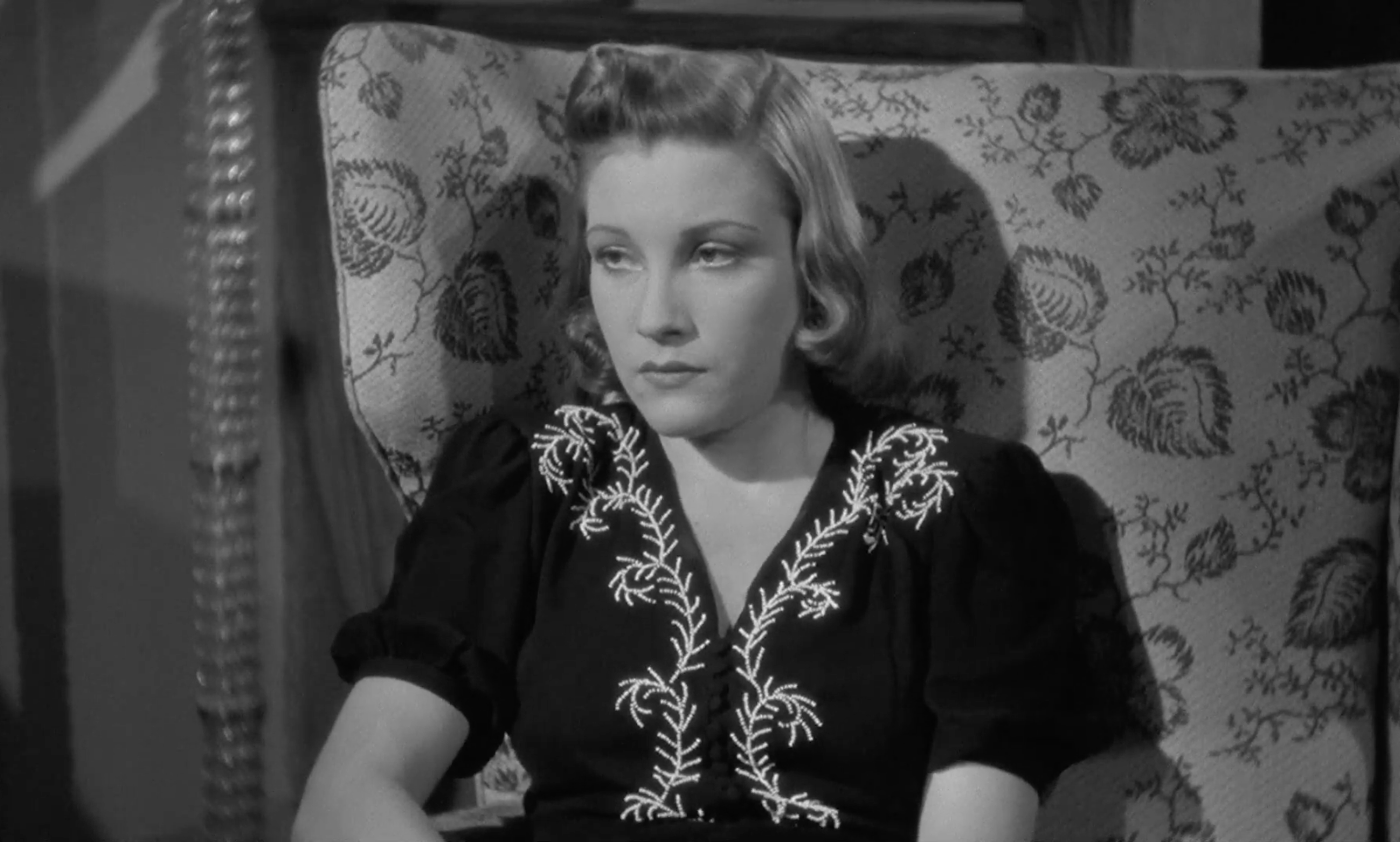
Vera Bergman.

- Armando Falconi : Don Gennaro Cuomo
- Carla Del Poggio : Graziella
- Giuseppe Rinaldi : Stelio Corsi
- Vera Bergman : Alba Corsi
- Guglielmo Barnabò : L'industriel Sebastiano Corsi
- Franco Coop : le marquis Andrea Del Fermo
- Vittorina Benvenuti (it) : Donna Olimpia Del Fermo
- Franco Rondinella : Salvatore
- Luisa Ventura : Giovanna
- Emilio Petacci : le notaire
- Alfredo Martinelli : le comte Rosati
- Sergio Leone : un enfant
- Adele Paternò